# タケダヒカル
タケダヒカル（欧字名:Takeda Hikaru、1964年4月12日 - 不明）は、日本の競走馬、種牡馬。主な勝ち鞍は1967年の読売カップ（春）、アラブ大賞典（秋）。

## 経歴

### 競走馬時代
1966年9月3日、中京競馬場の3歳未勝利でデビューし、2着。2戦目で勝ち上がり、4戦目にはアラブ三歳ステークスを制しオープン入り。その後もオープン戦線で活動し、結局3歳時は8戦2勝2着4回の成績を収めた。4歳初戦は黒星スタートとなったが、掲示板を外さない走りは健在で1967年3月に行われたアラブ大賞典（春）では人気薄（8番人気）の3着に入る活躍を見せた。その後もタマツバキ記念（春）3着と好走し迎えた読売カップ（春）で重賞初制覇。続くアラブ大賞典（秋）にて重賞2勝目をあげた。その後も堅実な走りを続け、4歳時の成績は14戦5勝2着2回を記録した。古馬になってからはサラブレッド戦にも挑戦した。結果は2戦し10着、11着と惨敗するもシンガリ負けではなかった。以降もタマツバキ記念（春）で沈み、アラブ大賞典（秋）でもクモムラサキに春秋連覇を阻止されるも上位人気を得続け、1968年11月23日のアラブステークスでの1着を最後に中央抹消、地方に移籍するも地方での活躍は不明。

### 種牡馬時代
現役引退後は種牡馬入り。1971年から4シーズン供用され、その間の血統登録頭数は62頭、うち出走頭数は58頭を記録。しかし活躍馬は出すには至らなかった。1974年を最後に供用されることは無くなり、その後の消息は不明。

## 血統表
| タケダヒカルの血統                | タケダヒカルの血統               | タケダヒカルの血統        | （血統表の出典）     | （血統表の出典）     |
| 父系                              | ザテトラーク系                   | ザテトラーク系            | ザテトラーク系       |                      |
| 父 ウインカツプ Win Cup 鹿毛 1956 | 父の父サラ ウイザート 栗毛 1947  | セフト                    | Tetratema            | Tetratema            |
| 父 ウインカツプ Win Cup 鹿毛 1956 | 父の父サラ ウイザート 栗毛 1947  | セフト                    | Voleuse              |                      |
| 父 ウインカツプ Win Cup 鹿毛 1956 | 父の父サラ ウイザート 栗毛 1947  | 白漣                      | レヴユーオーダー     | レヴユーオーダー     |
| 父 ウインカツプ Win Cup 鹿毛 1956 | 父の父サラ ウイザート 栗毛 1947  | 白漣                      | 第三シルバーバツトン |                      |
| 父 ウインカツプ Win Cup 鹿毛 1956 | 父の母ニグリスカツプ 黒鹿毛 1935 | アラブ ニグリス           | （不明）             | （不明）             |
| 父 ウインカツプ Win Cup 鹿毛 1956 | 父の母ニグリスカツプ 黒鹿毛 1935 | アラブ ニグリス           | （不明）             |                      |
| 父 ウインカツプ Win Cup 鹿毛 1956 | 父の母ニグリスカツプ 黒鹿毛 1935 | サラ 第七フロリースカツプ | （不明）             | （不明）             |
| 父 ウインカツプ Win Cup 鹿毛 1956 | 父の母ニグリスカツプ 黒鹿毛 1935 | サラ 第七フロリースカツプ | （不明）             |                      |
| 母 久竹 栗毛 1950                 | 母の父サラ マルタケ 栗毛 1936    | ハクリユウ                | ラシデヤー           | ラシデヤー           |
| 母 久竹 栗毛 1950                 | 母の父サラ マルタケ 栗毛 1936    | ハクリユウ                | フロリスト           |                      |
| 母 久竹 栗毛 1950                 | 母の父サラ マルタケ 栗毛 1936    | 第弐サブスチチユート      | Dress Parade         | Dress Parade         |
| 母 久竹 栗毛 1950                 | 母の父サラ マルタケ 栗毛 1936    | 第弐サブスチチユート      | サブスチチユート     |                      |
| 母 久竹 栗毛 1950                 | 母の母久緑 芦毛 1934             | 山正                      | チヤペルブラムプトン | チヤペルブラムプトン |
| 母 久竹 栗毛 1950                 | 母の母久緑 芦毛 1934             | 山正                      | 種正                 |                      |
| 母 久竹 栗毛 1950                 | 母の母久緑 芦毛 1934             | 初雪                      | Koheilan IV          | Koheilan IV          |
| 母 久竹 栗毛 1950                 | 母の母久緑 芦毛 1934             | 初雪                      | （不明）             |                      |
| 母系(F-No.)                       | 初雪(HUN)系(FN:なし)             | 初雪(HUN)系(FN:なし)      | 初雪(HUN)系(FN:なし) |                      |
| 5代内の近親交配                   | なし                             | なし                      | なし                 | [ § 2 ]              |
| 出典                              | 1. 2.                            | 1. 2.                     | 1. 2.                | 1. 2.                |